# 美濃赤坂線
美濃赤坂線（みのあかさかせん）は、岐阜県大垣市内にある大垣駅と美濃赤坂駅を結ぶ、東海旅客鉄道（JR東海）東海道本線の支線である。
「美濃赤坂線」は通称であり、ほかに「赤坂支線」と呼ばれることもある。

## 概要
大垣駅と美濃赤坂駅を結ぶ5.0 kmの支線であるが、実際の線路は南荒尾信号場で本線と垂井線から分岐していて、大垣駅 - 南荒尾信号場間3.1 kmは本線との重複区間となっており、支線部分の実際の長さは1.9 kmである。南荒尾信号場 - 美濃赤坂駅間は単線である。
美濃赤坂周辺で産出される石灰石・大理石の輸送を目的に1919年（大正8年）に開業した。美濃赤坂駅では1928年に開業した西濃鉄道（貨物線）に接続する。
当支線は日本の国有鉄道（鉄道省・日本国有鉄道）における内燃動車の発祥路線でもあり、戦前の1930年（昭和5年）よりガソリンカー（キハニ5000形）の運行が行われていた。また、1945年（昭和20年）まで西濃鉄道との直通運転も行われており、国有鉄道気動車の他社線乗り入れ第1号でもあった。
全区間でICカード「TOICA」が利用できる。

## 路線データ
- 管轄・路線距離（営業キロ）
  - 東海旅客鉄道（第一種鉄道事業者）：大垣駅 - 美濃赤坂駅間 5.0km
    - 全区間、同社東海鉄道事業本部の管轄。

  - 日本貨物鉄道（第二種鉄道事業）：南荒尾信号場 - 美濃赤坂駅間 1.9km
- 軌間：1067mm
- 駅数：3（起点駅含む）
- 複線区間：大垣駅 - 南荒尾信号場間（南荒尾信号場 - 美濃赤坂駅間は単線）
- 電化区間：全線（直流1500V）
- 閉塞方式：自動閉塞式
- 運転指令所：東海総合指令所
- 最高速度：
  - 大垣駅 - 南荒尾信号場間 120km/h
  - 南荒尾信号場 - 美濃赤坂間 85km/h

## 歴史
- 1919年（大正8年）8月1日：大垣駅 - 荒尾聯絡所 - 美濃赤坂駅間（3.1M≒4.99km）が開業（大垣駅 - 荒尾聯絡所間は重複区間）。美濃赤坂駅が開業[4]。
- 1930年（昭和5年）
  - 2月1日：ガソリンカー運行開始（大垣-美濃赤坂及び西濃鉄道線内 7往復）[3]。
  - 12月1日：荒尾駅開業。荒尾信号場を南荒尾信号場に改称。
- 1958年（昭和33年）10月1日：電化[4]。
- 1987年（昭和62年）4月1日：国鉄分割民営化により東海旅客鉄道が継承。日本貨物鉄道（JR貨物）が第二種鉄道事業者として貨物営業を開始。
- 2012年（平成24年）3月17日：旅客列車のワンマン運転を開始[6]。
- 2025年（令和7年）3月15日：「TOICA」を導入[5]。

## 運行形態
旅客列車は2012年3月ダイヤ改正より9時台から20時台までの列車を中心にワンマン運転が開始された。また、2013年（平成25年）3月ダイヤ改正以前は東海道本線名古屋駅方面との直通列車が運行されていたが、同改正以降は全列車が大垣駅 - 美濃赤坂駅間の支線内のみの折り返し運転となった。2013年3月改正時点では、平日ダイヤで18.5往復、休日ダイヤで18往復の運転であり、日中は2 - 3時間に1本程度、それ以外の時間帯は1時間に1 - 2本が運行される。
国鉄時代の1968年から1969年まで、東京駅発の夜行普通列車（いわゆる大垣夜行）が、当支線の美濃赤坂駅を終着としていた。
JR貨物による貨物列車は2014年3月改正の時点で、石灰石を運搬する1日2往復（土日は1往復。臨時便1往復追加の場合あり）の専用貨物列車が、美濃赤坂駅で接続する西濃鉄道市橋線の乙女坂駅から東海道本線美濃赤坂駅 - 笠寺駅間を経由して、名古屋臨海鉄道南港線の名古屋南貨物駅まで運行されている。

## 駅一覧
支線内の駅・信号場と接続路線を以下に一覧表で示す。
- 旅客列車は全列車、すべての旅客駅に停車する。
- 全区間岐阜県大垣市内に所在。
- 線路 … ||：複線区間、｜：単線区間（荒尾駅では列車交換不可）、∨：ここより下は単線

| 駅番号 | 駅名         | 営業キロ | 営業キロ | 接続路線・備考                                                                                     | 線路 |
| 駅番号 | 駅名         | 駅間     | 累計     | 接続路線・備考                                                                                     | 線路 |
| ------ | ------------ | -------- | -------- | -------------------------------------------------------------------------------------------------- | ---- |
| CA77   | 大垣駅       | -        | 0.0      | 東海旅客鉄道：CA 東海道本線〈名古屋方面・米原方面〉(CA77) 養老鉄道：養老線 樽見鉄道：樽見線 (TR01) | \|\| |
|        | 南荒尾信号場 | -        | 3.1      | （本線との分岐点）                                                                                 | ∨    |
| -      | 荒尾駅       | 3.4      | 3.4      | | ｜   |
| -      | 美濃赤坂駅   | 1.6      | 5.0      | 西濃鉄道：市橋線（貨物線）                                                                         | ｜   |

### 過去の接続路線
- 美濃赤坂駅：西濃鉄道昼飯線（貨物線）